# SG BBM Bietigheim
SG BBM Bietigheim este un club german de handbal din Bietigheim-Bissingen a cărui echipă feminină a jucat în Handball-Bundesliga. Echipa masculină evoluează în 2. Handball-Bundesliga. Echipa feminină s-a alăturat Handball Ludwigsburg (HB Ludwigsburg) din Ludwigsburg pentru sezonul 2024/25, care a dat faliment în vara anului 2025.

## Palmares

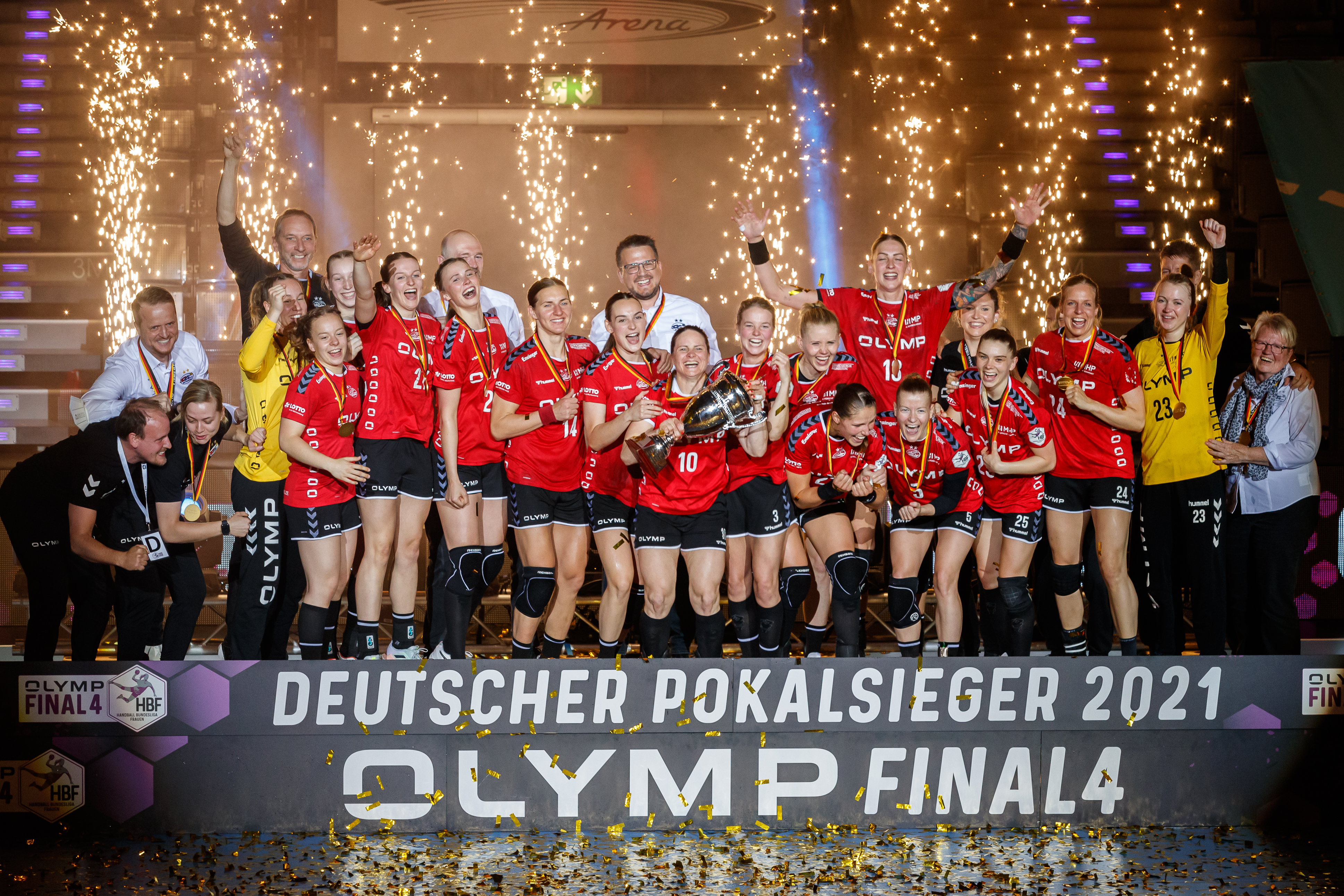
Echipa feminină a câștigat Cupa Germaniei din 2021

Echipa feminină
- Bundesliga
  -  Câștigătoare (4): 2017, 2019, 2022, 2023[5]
  -  Locul 2 (1): 2018
- Cupa Germaniei
  -  Câștigătoare (2): 2021, 2022
- Liga Campionilor
  - Finalistă (1): 2024[6]
- Cupa EHF
  -  Câștigătoare (2): 2017, 2022

## Echipa

### Lotul actual
În sezonul 2020/21
| Portari - 01 Emily Stang Sando - 23 Valentina Salamaha Extreme Extreme stânga - 05 Antje Lauenroth - 34 Kim Braun Extreme dreapta - 03 Amelie Berger - 25 Trine Østergaard Pivoți - 13 Luisa Schulze - 24 Danick Snelder | Linia de 9 metri Interi stânga - 22 Xenia Smits - 28 Stine Jørgensen (însărcinată) Centri - 10 Anna Loerper - 14 Karolina Kudłacz-Gloc () - 15 Kim Naidzinavicius - 19 Leonie Patorra Interi dreapta - 20 Nele Reimer - 27 Julia Maidhof |

### Transferuri
Transferuri pentru sezonul 2021–22
| Sosiri - Jenny Behrend (Extremă dreapta) (de la VfL Oldenburg) - Kelly Dulfer (Inter stânga) (de la Borussia Dortmund]) - Inger Smits (Inter stânga) (de la Borussia Dortmund) - Melinda Szikora (Portar) (de la Siofok KC) - Veronika Malá (Extremă stânga) (de la Paris 92) | Plecări - Valentina Salamaha (Portar) - Kim Braun (Extremă stânga) - Anna Loerper (Inter stânga) (se retrage) - Amelie Berger (Extremă dreapta) (la Borussia Dortmund) |

## Palmares european
| Sezon   | Competiție         | Manșă                          | Club                   | Tur   | Retur | Total   |
| ------- | ------------------ | ------------------------------ | ---------------------- | ----- | ----- | ------- |
|         |                    |                                |                        |       |       |         |
| 2016–17 | Cupa EHF Finalistă | Manșa 1                        | ŽRK Naisa Niš          | 34–15 | 37–19 | 71–34   |
| 2016–17 | Cupa EHF Finalistă | Manșa a 2-a                    | Corona 2010 Brașov     | 37–24 | 23–19 | 60–43   |
| 2016–17 | Cupa EHF Finalistă | Manșa a 3-a                    | RK Podravka Koprivnica | 23–16 | 24–20 | 47–36   |
| 2016–17 | Cupa EHF Finalistă | Grupa C                        | Rostov-Don             | 20–23 | 24–34 | locul 2 |
| 2016–17 | Cupa EHF Finalistă | Grupa C                        | Érd NK                 | 28–25 | 27–35 | locul 2 |
| 2016–17 | Cupa EHF Finalistă | Grupa C                        | Byåsen HE              | 39–33 | 28–23 | locul 2 |
| 2016–17 | Cupa EHF Finalistă | 1/4                            | Kuban Krasnodar        | 33–26 | 26–31 | 59–57   |
| 2016–17 | Cupa EHF Finalistă | 1/2                            | Nykøbing Falster HK    | 38–27 | 28–32 | 66–59   |
| 2016–17 | Cupa EHF Finalistă | Finala                         | Rostov-Don             | 25–28 | 21–25 | 46–53   |
|         |                    |                                |                        |       |       |         |
| 2017–18 | Liga Campionilor   | Grupa D                        | ŽRK Budućnost          | 27–21 | 24–32 | locul 3 |
| 2017–18 | Liga Campionilor   | Grupa D                        | Metz Handball          | 26–30 | 21–27 | locul 3 |
| 2017–18 | Liga Campionilor   | Grupa D                        | Vipers Kristiansand    | 25–24 | 29–24 | locul 3 |
| 2017–18 | Liga Campionilor   | Grupele principale Grupa a 2-a | ŽRK Vardar             | 26–38 | 22–30 | locul 5 |
| 2017–18 | Liga Campionilor   | Grupele principale Grupa a 2-a | Ferencvárosi TC        | 27–23 | 22–31 | locul 5 |
| 2017–18 | Liga Campionilor   | Grupele principale Grupa a 2-a | Thüringer HC           | 21–34 | 26–28 | locul 5 |
|         |                    |                                |                        |       |       |         |
| 2018–19 | Liga Campionilor   | Calificări /SF                 | BM Bera Bera           | 33–27 | 33–27 | 33–27   |
| 2018–19 | Liga Campionilor   | Calificări /F                  | MKS Lublin             | 34–19 | 34–19 | 34–19   |
| 2018–19 | Liga Campionilor   | Grupa D                        | CSM București          | 30–28 | 24–32 | locul 4 |
| 2018–19 | Liga Campionilor   | Grupa D                        | Vipers Kristiansand    | 27–27 | 26–34 | locul 4 |
| 2018–19 | Liga Campionilor   | Grupa D                        | Ferencvárosi TC        | 25–28 | 30–33 | locul 4 |
| 2018–19 | Cupa EHF           | Grupa A                        | Team Esbjerg           | 27–32 | 27–28 | locul 3 |
| 2018–19 | Cupa EHF           | Grupa A                        | Storhamar HE           | 28–25 | 28–29 | locul 3 |
| 2018–19 | Cupa EHF           | Grupa A                        | CS Măgura Cisnădie     | 29–17 | 34–20 | locul 3 |
|         |                    |                                |                        |       |       |         |
| 2019–20 | Liga Campionilor   | Grupa C                        | SCM Râmnicu Vâlcea     | 31–28 | 27–34 | locul 4 |
| 2019–20 | Liga Campionilor   | Grupa C                        | ŽRK Budućnost          | 20–21 | 28–34 | locul 4 |
| 2019–20 | Liga Campionilor   | Grupa C                        | Brest Bretagne HB      | 32–35 | 30–36 | locul 4 |
| 2019–20 | Cupa EHF           | Grupa D                        | Herning-Ikast Håndbold | 26–26 | 25–38 | locul 4 |
| 2019–20 | Cupa EHF           | Grupa D                        | GK Lada                | 31–29 | 25–30 | locul 4 |
| 2019–20 | Cupa EHF           | Grupa D                        | Storhamar HE           | 32–33 | 28–27 | locul 4 |
|         |                    |                                |                        |       |       |         |
| 2020–21 | Liga Campionilor   | Grupa A                        | Metz Handball          | 25–33 | 27–36 | locul 8 |
| 2020–21 | Liga Campionilor   | Grupa A                        | Rostov-Don             | 31–32 | 21–27 | locul 8 |
| 2020–21 | Liga Campionilor   | Grupa A                        | Vipers Kristiansand    | 29–33 | 0–10  | locul 8 |
| 2020–21 | Liga Campionilor   | Grupa A                        | Team Esbjerg           | 26–33 | 29–37 | locul 8 |
| 2020–21 | Liga Campionilor   | Grupa A                        | Ferencvárosi TC        | 25–29 | 35–24 | locul 8 |
| 2020–21 | Liga Campionilor   | Grupa A                        | CSM București          | 22–32 | 0–10  | locul 8 |
| 2020–21 | Liga Campionilor   | Grupa A                        | RK Krim                | 22–22 | 26–28 | locul 8 |
| 2020–21 | Liga Campionilor   | Optimi                         | Győri Audi ETO KC      |       |       |         |

## Foste jucătoare notabile
| - Tess Wester - Maura Visser - Angela Malestein - Laura van der Heijden - Martine Smeets - Isabelle Jongenelen - Charris Rozemalen - Dinah Eckerle - Julia Behnke - Nina Müller - Susann Müller - Ann-Cathrin Giegerich - Jenny Karolius - Anna Wysokińska - Klaudia Pielesz | - Fie Woller - Mille Hundahl - Mia Biltoft - Hanna Yttereng - Maren Aardahl - Fernanda da Silva - Fabiana Diniz - Žana Čović - Aneta Benko - Beate Scheffknecht - Paule Baudouin - Daniela Gustin - Annamária Ilyés |